# John Chipman
John Chipman, född 25 april 1897 i Tallahassee, Florida, död 14 maj 1983 i Winchester, Massachusetts, var en amerikansk kemist och metallurg. 
Chipman var professor och föreståndare för avdelningen för metallurgi vid Massachusetts Institute of Technology (MIT) i Cambridge, Massachusetts 1946–1962. Han invaldes 1946 som utländsk ledamot av Kungliga Vetenskapsakademien och tilldelades 1954 Brinellmedaljen av Ingenjörsvetenskapsakademien. 